# ローマ・ブリトン文化

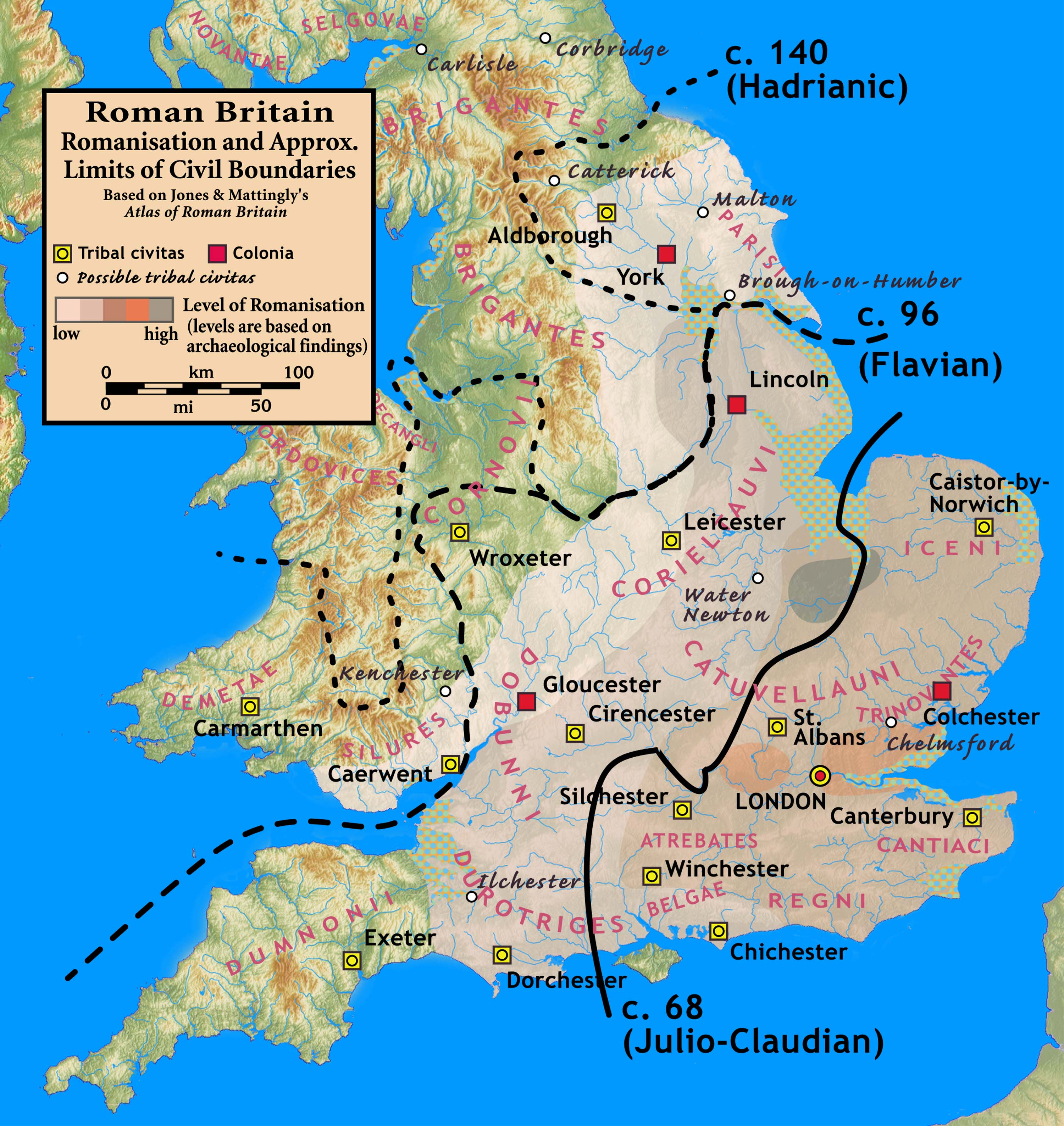
考古学調査に基づく、グレートブリテン島南部におけるおおまかなローマ化の進展範囲。南東へ行くほどローマ化が進んでいた。ハンバー川からセヴァーン三角江に至る線よりも北西の領域およびコーンウォール、デヴォンには、ローマ化の影響は最小限もしくは一切見られなかった。

ローマ・ブリトン文化（ローマ・ブリトンぶんか、英: Romano-British culture）は、43年のブリテン征服に始まるローマ帝国によるブリテン支配の過程で、ローマ人とケルト系の言語・習俗を持つ先住民ブリトン人の融合により、ブリタンニアで形成された独自の文化である。5世紀にローマ帝国がブリタンニアを放棄した後もブリテン島に残存し、アングロサクソン人侵入後もウェールズで生き残り、後のウェールズ文化の基礎となった。
フリストファー・スナイダーなどの学者によれば、5世紀から6世紀にかけて、すなわちおよそ410年のローマ軍団撤退の頃から597年のカンタベリーのアウグスティヌス到来の頃まで、南ブリテンではローマの影響を色濃く残した文化が活発に活動していた。これはアングロ・サクソン人による征服後も、独自のラテン語筆記法（ブリテン・ラテン語）などの形で生き残った。

## ローマ人の到来

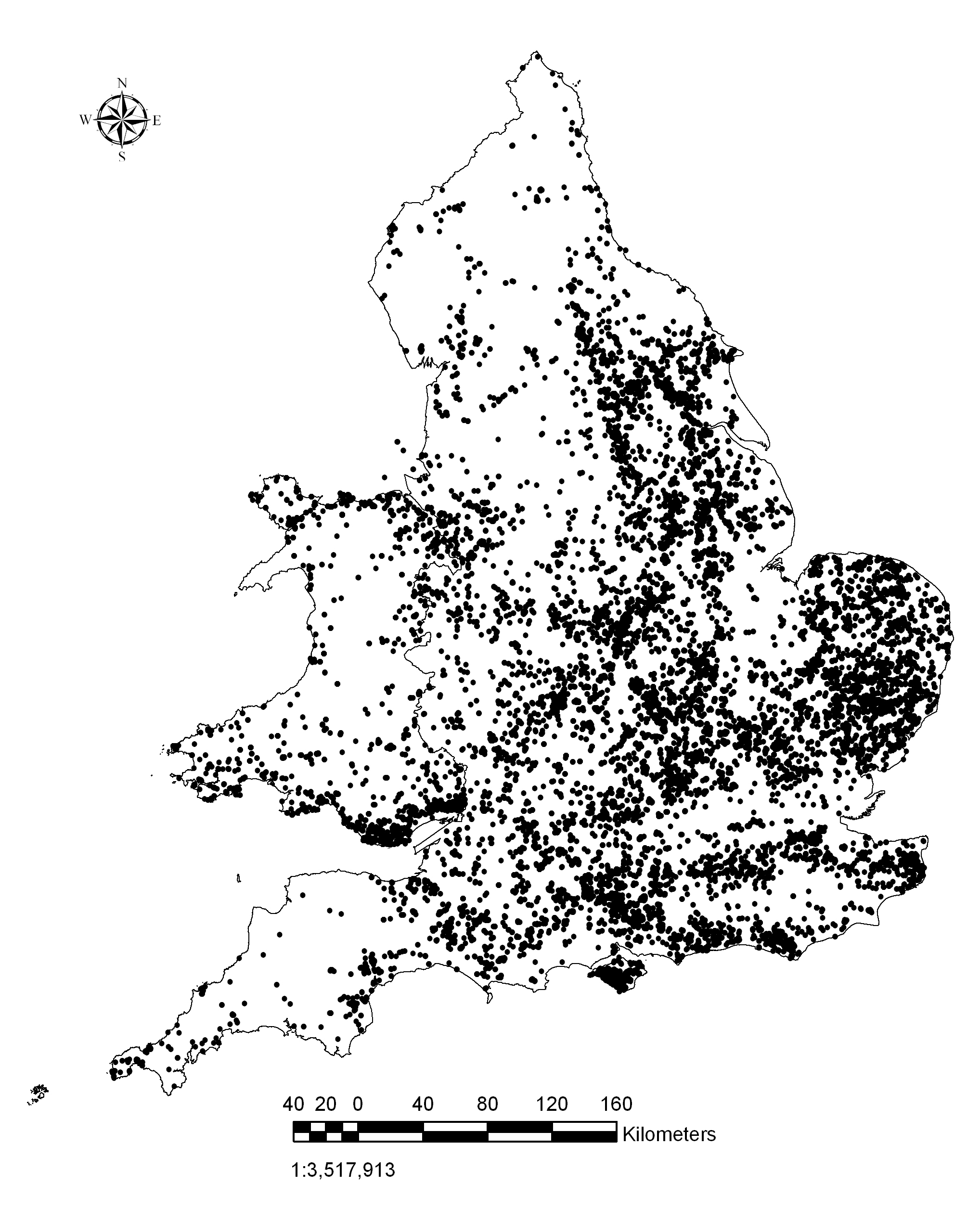
イングランド・ウェールズにおけるローマ硬貨の発掘点。各地域の文化的なローマ化の進展度合いが見て取れる。

紀元前1世紀のガリア戦争の際、ガイウス・ユリウス・カエサルがローマ軍を率いて初めてブリテン島に侵攻した。しかしこれはあくまでも敵対的な部族を叩くための遠征であり、ブリテンの征服までは至らなかった。43年、クラウディウス帝の時代、近隣の属州兵を中心としたローマ軍が、現在イングランドとして知られるブリトン・ケルト人の領域に侵攻した。数年の戦争の末にブリタンニア属州が設立され、最終的には後のイングランドやウェールズ、それにスコットランドの一部を覆うようになった。商人や役人など数千人のローマ人やその家族が、ブリテン島に入植した。スペイン、シリア、エジプト、ゲルマニアなど帝国各地からやってきた兵士がローマ都市に駐屯し、その多くが現地のブリトン人女性と結婚した。4世紀末の時点で、ブリタンニアの総人口360万人のうち12.5万人がローマ軍兵士かその家族および被扶養者であった。またシリア属州の彫刻家や地中海東岸の医師など、多くの専門職の人々がブリタンニアに移民した。こうしてブリタンニアの文化や宗教は多様化した。ただ大部分のブリトン人は、ローマの習俗を受け入れつつもケルトにとどまった。
大部分の人口は都市以外に散らばっていた。前述の360万人のうち都市に住んでいたのは24万人ほどで、そのうち首都ロンディニウムの人口は6万人ほどだった。ロンディニウムは、先住民ブリトン人や大陸、中東、北アフリカからの移民が混ざり合った多文化都市となっていた。他のローマ都市も帝国各地からかなりの移民が流入して、多様な文化性を持っていた.。
その後3世紀後半には、ブリタンニアはたびたびローマから政治的に独立する事態が起こった。260年にはガリア帝国の一部となり、さらにその20年後にはカラウシウスやアッレクトゥスがブリタンニアでローマ皇帝を名乗り、一時期大陸から事実上独立していた。
この3世紀にはキリスト教がブリテン島に到来した。デキウス帝の時代、聖アルバヌス（オルバン）がローマ都市ウェルラミウム近くで殉教している。

### ローマ市民権
ブリテンにおけるローマ文化の浸透の経過は、ローマ市民権の付与の傾向からも見て取れる。ローマ支配初期には、ごく一部の選ばれたブリトン人にしか市民権が与えられなかった。例えば都市の有力な階級に属する者でローマ軍団や近衛軍団、アウクシリア（補助兵団）に参加した者、またローマ市民のパトロンを得た一部のブリトン人が対象となった。後者の例としては、皇帝クラウディウスあるいはネロから市民権を与えられたブリトン人の王トギドゥブニスなどがいる。ローマ市民となったものがさらに他の者に市民権を与えていったので、ブリテンのローマ市民権保有者数は急速に増加していった。212年にはアントニヌス勅令により、奴隷と解放奴隷を除く全ブリタンニア属州民がローマ市民となった。
一方でローマ市民とならず、父祖の法に従い続ける者もいた。彼らはラテン人の土地を所有できず、ローマ市民から遺産を受け取れず、ローマ軍団に参加することもできなかった。ただしアウクシリアに参加することは可能で、この場合は除隊する際に市民権を獲得できた。ただ、ブリタンニアの住民の大部分は代々受け継ぐ土地と結びついた農民であり、彼らの生活は市民権を獲得した後も大きく変わらなかった。

## ローマ帝国の撤退
ブリタンニアは有数の帝国に忠実な属州となり、帝国で内乱が起きるたびにブリタンニアの軍団が動員された。しかしホノリウス帝がガリア平定のためにブリタンニア軍団を動員しようとしたとき、彼らは反乱を起こして、対立皇帝コンスタンティヌス3世を推戴した。コンスタンティヌス3世はブリタンニアの全軍団を率いてガリアにわたり、後にホノリウスから共同皇帝として認められた。
ホノリウスは、ローマ軍団が去った後のローマ・ブリトン人に「自己防衛」するよう命じた。それ以降、ブリタンニア住民から嘆願書（『ゲミトゥス・ブリタンノールム』）を受け取ったアエティウスが一時期ブリタンニアに海上支援を行った可能性があるが、それを除けばローマ帝国政府とブリタンニアの軍事的な関係は途絶えた。

## ポスト・ローマ時代

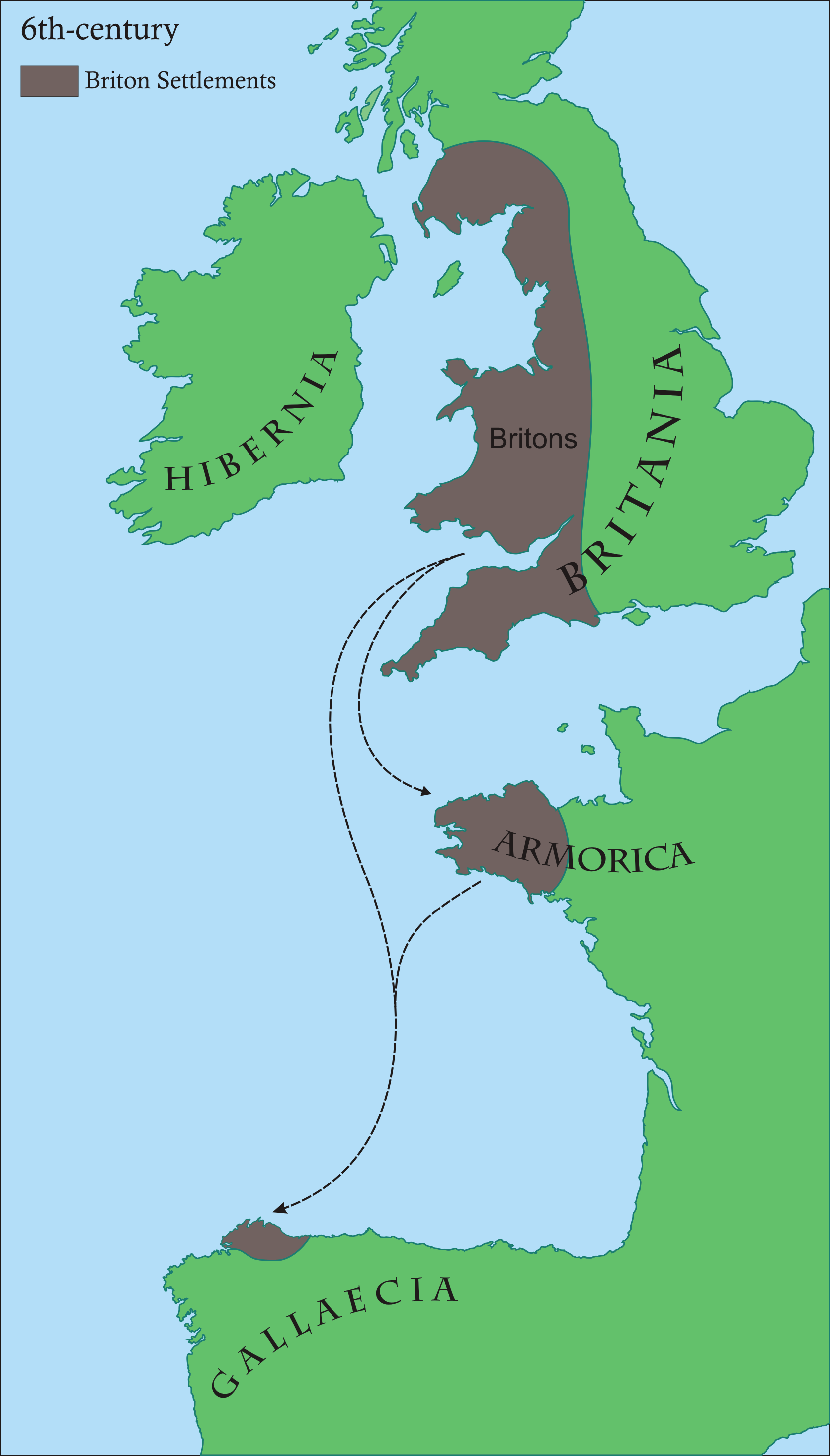
6世紀のブリトン人入植

当初、ブリタンニアの平野部や都市の住民は、ロンドン司教を中心に何らかの組織ないし評議会を形成していたと考えられているが、次第に政治的な分離が始まった。軍人、傭兵、役人、農民らが各々に王を名乗り、相争ったりブリテン島を後にして征服活動に取り組んだりした。彼らは、ローマの伝統を引き継ごうとするものと、完全に独立勢力を築こうとする者に二分された。このポスト・ローマ時代のブリトン人指導者としてよく知られているのが、ヴォーティガンである。他にも、かつてのブリタンニア属州の領域には北のスコットランドからピクト人、西のアイルランドからゲール人（スコット人）、東方からは異教徒のゲルマン部族であるアングル人、サクソン人、ジュート人（アングロサクソン人）が侵入し、定着するものもあった。一方で先住のローマ・ブリトン人の中にも、ブルターニュやイベリア北西部のスエビ王国、おそらくアイルランドへも移住する者がいた。
5世紀には、アングロサクソン人はイングランド東部を支配するようになった。6世紀半ばにはミッドランズにも進出し、7世紀には南西や北方へも勢力を拡大した。その中でウェールズはアングロサクソン人の手が届かず、ローマ・ブリトン人の文化、とくにキリスト教が生き残った。
アングロサクソン人の歴史上では、ローマ・ブリトン人を「ウェルシュ」(Welsh) と呼ぶことがあった。これは古英語で異邦人を意味するWalhazに由来する言葉で、もともとはブリテン南部の先住民を指していた。ローマ・ブリトン文化が生き残ったウェールズと南西半島（コーンウォール）は、それぞれ「北ウェールズ」「西ウェールズ」と呼ばれることもある。また同様にイングランド北部やスコットランド南部にあたるローマ・ブリトン文化地域はヘン・オグレッド（Hen Ogledd、「古き北方」の意）と呼ばれた。
この時代のブリトン人やアングロサクソン人をめぐる闘争は、ユーサー・ペンドラゴンやアーサー王の伝説に反映されていると言われている。彼らのモデルはローマ・ブリトン人の指導者アンブロシウス・アウレリアヌスであるとされることもあるが、こちらも伝説的な人物である。またアーサー王の宮廷のあった都キャメロットの物語は、ウェールズやコーンウォールに残っていたローマ・ブリトン文明の記憶が反映されたものであるとも考えられている。